# Алабайтал
Алабайта́л (рос. Алабайтал) — село у складі Біляєвського району Оренбурзької області, Росія.

## Населення
Населення — 481 особа (2010; 573 у 2002).
Національний склад (станом на 2002 рік):
- татари — 85 %